# Feed the Fish
Pour plus de détails, voir Fiche technique et Distribution.
Feed the Fish est une comédie américaine réalisée par Michael Matzdorff et sortie en 2010.

## Synopsis
Joe Peterson (Ross Partridge), auteur à succès du livre pour enfants Mr. Kitty Feeds the Fish, quitte la Californie pour voyager jusqu'à Ellison Bay (en), dans l'État du Wisconsin, avec son ami J.P. (Michael Chernus) afin de trouver de l'inspiration pour l'écriture de son prochain ouvrage. L'écrivain se lie rapidement d'amitié avec certains habitants comme Axel Anderson (Barry Corbin), dont la petite-fille, Sif (Katie Aselton), ne le laisse pas insensible, au grand désarroi de son père, le shérif local (Tony Shalhoub).

## Fiche technique
- Titre original : Feed the Fish
- Réalisation : Michael Matzdorff
- Scénario : Michael Matzdorff
- Musique : TD Lind
- Direction artistique : Julie Ziah
- Costumes : Karin Kopischke
- Photographie : Steven Parker
- Montage : Ross Albert	et Michael Matzdorff
- Production : Alison Anne Abrohams, Nicholas Owen Langholff, Michael Matzdorff, Tony Shalhoub et alii.
- Société de production : Triplefinger
- Pays d'origine :  États-Unis
- Langue originale : anglais
- Genre : comédie
- Durée : 92 minutes
- Dates de sortie : 
  - États-Unis : 16 avril 2010 (Wisconsin Film Festival) et 25 janvier 2011 (DVD)

## Distribution
- Ross Partridge : Joe Peterson
- Tony Shalhoub : Le shérif Andersen
- Katie Aselton : Sif Andersen
- Barry Corbin : Axel Andersen
- Vanessa Branch : Lorraine
- Michael Chernus : J.P.
- Carlos Kotkin : Jeffy
- Dawn Heusser : Dr Fisburn
- Patrick Cavanaugh (en) : Hamish
- Susan Shalhoub Larkin : L'infirmière H. Josephs
- Michael Shalhoub : Dr Koosa